# 科斯塔斯·佩莱蒂迪斯

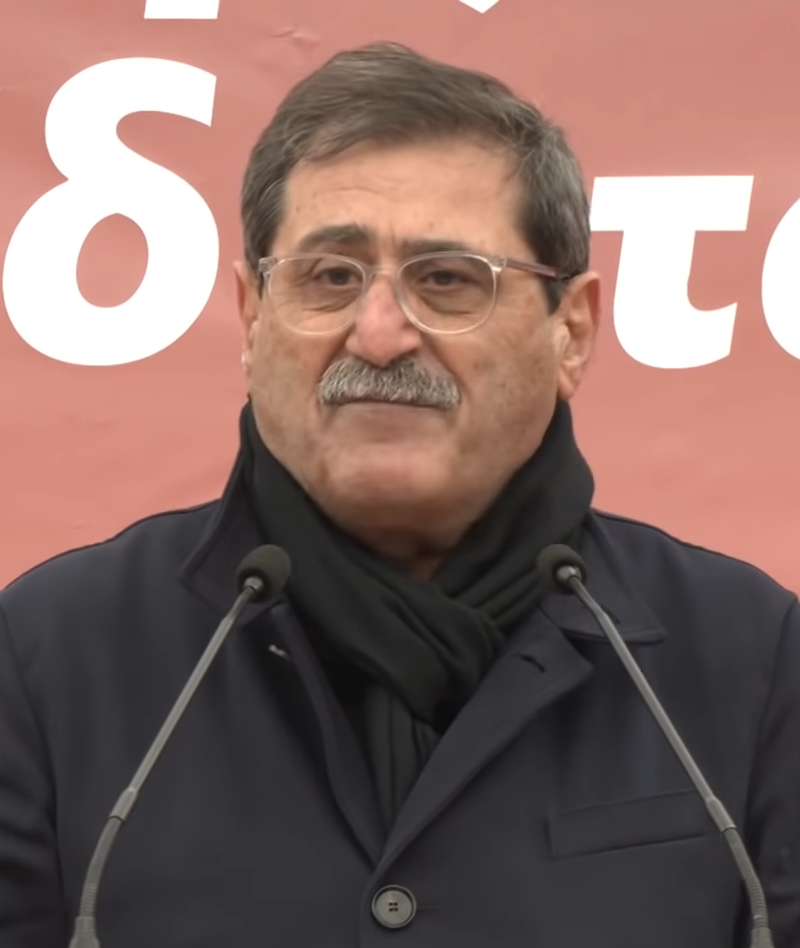
2022年的科斯塔斯·佩莱蒂迪斯

康斯坦丁诺斯·佩莱蒂迪斯（羅馬化：Konstantinos Peletidis；1953年—），通称科斯塔斯·佩莱蒂迪斯，是一位希腊心脏病专家、政治人物。他是希腊共产党成员，自2014年9月1日起担任帕特雷市长。
他出生于希腊北部的里亚基村，在意大利学习医学。此后，他在埃泽萨担任心脏科医生。后来，与妻子和女儿一起定居在帕特雷。
佩莱蒂迪斯因拒绝为新纳粹主义政党“人民协会—金色黎明”提供市政竞选场地而备受关注。2015年，当时的希腊议会议员候选人米哈利斯·阿尔瓦尼蒂斯对他提出渎职罪指控；2017年，帕特雷轻罪法院驳回这一指控。